# Zoeken naar Eileen
Zoeken naar Eileen is een Nederlandse film uit 1987 van Rudolf van den Berg. De internationale titel van de film is Looking for Eileen, en is gebaseerd op het boek Zoeken naar Eileen W. (1981) van Leon de Winter.
De stem van de uit Engeland afkomstige Lysette Anthony werd nagesynchroniseerd door Marijke Veugelers.

## Verhaal

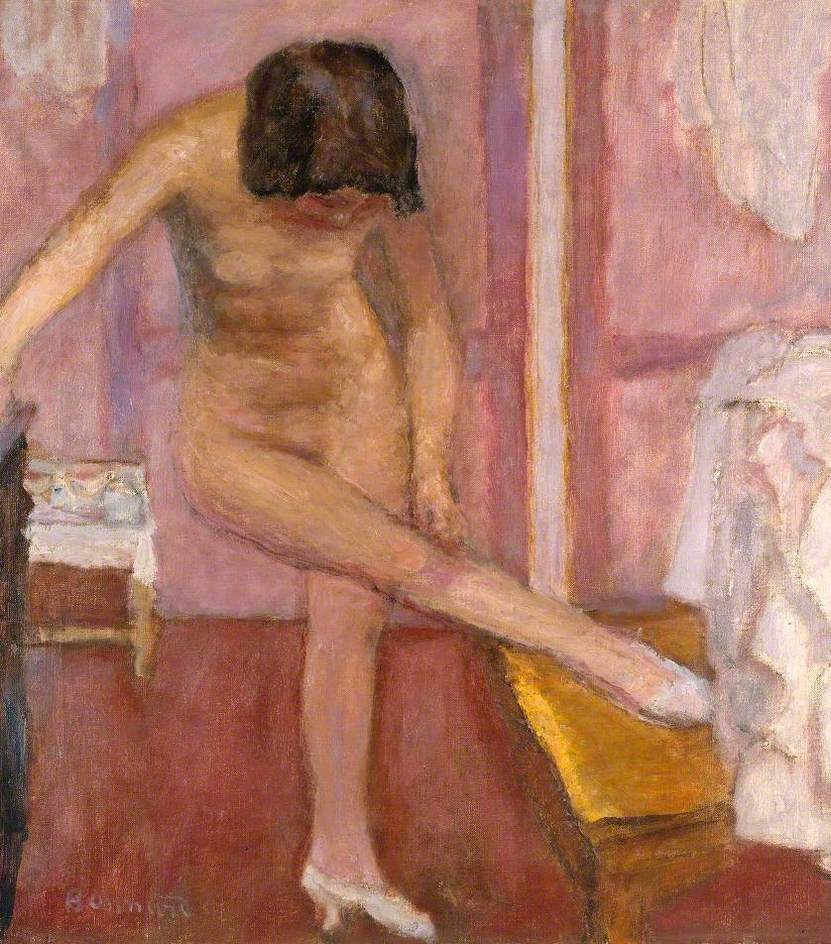
Het schilderij Nude bending down van Pierre Bonnard uit 1923 is een terugkerend element in het verhaal.

Een jongeman heeft pas zijn nog jonge vriendin verloren, en ziet het leven even niet meer zitten. Maar op een dag komt hij een vrouw tegen die als twee druppels water op zijn overleden vriendin lijkt. Hun ontmoeting is kort maar de hoofdpersoon weet genoeg om te weten dat hij alleen maar met haar verder wil. Zijn enige aanknopingspunten zijn dat ze Engels spreekt, uit Noord-Ierland komt en dat ze Eileen heet. In zijn zoektocht stuit hij op heel wat meer. Zijn speurtocht naar Eileen is tevens een tocht door zijn eigen verbeeldingswereld, en naar het einde toe zijn deze twee steeds minder van elkaar te scheiden.

## Rolverdeling
| Acteur            | Personage             |
| ----------------- | --------------------- |
| Thom Hoffman      | Philip de Wit         |
| Lysette Anthony   | Marian Faber / Eileen |
| Garry Whelan      | Mark Nolan            |
| Kenneth Herdigein | Geoffrey              |
| John van Dreelen  | Philips vader         |
| Hans Kemna        | Henk Faber            |

1896-1909 · 1910-19 · 1920-29 · 1930-39 · 1940-49 · 1950-59 · 1960-69 · 1970-79 · 1980-89 · 1990-99 · 2000-09 · 2010-19
· 2020-29